# 夏科家
夏科家（1973年8月—），江苏徐州人。男，汉族。1994年7月参加工作，1994年5月加入中国共产党。中华人民共和国政治人物。

## 生平
2007年，任复旦大学总务处处长。
2008年4月，任共青团上海市委副书记。2013年4月，任共青团上海市委书记。
2014年12月，任中共青浦区委副书记、提名区长。2015年1月，任中共青浦区委副书记、代区长、区长。
2018年11月，调任上海市医疗保障局局长。
2025年2月，调任上海市政府副秘书长